# Stygobromus quatsinensis
Stygobromus quatsinensis is een vlokreeftensoort uit de familie van de Crangonyctidae. De wetenschappelijke naam van de soort is voor het eerst geldig gepubliceerd in 1987 door Holsinger & Shaw.